# Szendrői vár (Szerbia)
A szendrői vár (szerbül: Cмeдepeвcκa твpђaвa / Smederevska tvrđava) középkori erődítmény a szerbiai Szendrő városában, amely a középkorban a szerb állam ideiglenes fővárosaként szolgált. A háromszög alaprajzú vár 1427 és 1439 között épült Brankovics György szerb despota parancsára, hogy ezzel pótolja a magyarok által elfoglalt Nándorfehérvárt. Az erődöt 1439-ben, majd 1459-ben elfoglaló Oszmán Birodalom később még tovább erősítette a védműveket.
Az erőd számos oszmán és szerb ostromnak ellenállt, viszonylag sértetlenül túlélve azokat. A második világháború alatt a szomszédos vasúti pályaudvar bombázásai és a robbanószerekkel teli udvar felrobbanása erősen megrongálták. A várat 1979-ben a rendkívüli jelentőségű kulturális nemzeti műemlékké nyilvánították. 2009-től átfogó helyreállítási és állagmegóvási munkálatokat végeznek rajta, 2010-ben pedig felvették a javasolt világörökségi helyszínek listájára.
Magyar vonatkozása, hogy falai között raboskodott Hunyadi János és Hunyadi László, valamint 1494-es ostromakor hunyt el Kinizsi Pál.

## Fekvése
A Belgrádtól 45 kilométerre délkeletre fekvő szendrői vár 11,3 hektáros alapterülettel rendelkezik a mai város központjában. Stratégiai szempontból jól védhető helyen, a Duna jobb partján helyezkedik el, a Duna és a Jezava folyók összefolyása által kialakított háromszög alakú síkságon, csupán 72 méterrel a tengerszint felett. Ez a pozíció lehetővé tette a szerb főváros számára, hogy az 1444-es béke során visszaszerzett erőd a keresztény Magyar Királyság közelében maradjon, miközben kielégítette a muszlim Oszmán Birodalom uralkodójának, II. Murád szultánnak azon igényét is, hogy megakadályozza a magyarok ellenőrizetlen átjutását a Nagy-Morava völgyébe.
A Balkánt és Közép-Európát összekötő erőd helyzete évszázadok óta fontos vallási és kereskedelmi központtá tette azt, amelyet ma a 10. páneurópai folyosó mentén való elhelyezkedés segít. A Duna számos más történelmi erődítményhez is összeköttetést biztosít, így Belgrádhoz, Újvidékhez és Péterváradhoz, valamint Galambóc várához.

## Története

### Előzmények
A 15. század elején a Balkánon történő oszmán hódítás közepette a régió keresztény uralkodói több csatát is elveszítettek, például az első rigómezei csatát és Veliko Tarnovo ostromát. VI. Lazarevics István despotának kényes egyensúlyban kellett fenntartania a szerb államot az oszmánok és a magyarok közötti szorításban. 1403 körül elfogadta Zsigmond királytól a magyar vazallusi státuszt, és Nándorfehérváron megalapította az új fővárosát, amelyet átengedtek neki. István 1426-os halála után unokaöccsének és utódjának, Györgynek vissza kellett szolgáltatnia a várost a magyaroknak. Ennek a veszteségnek a kompenzálására a despota új főváros építése mellett döntött, és a választása Szendrő vidékére esett.
1428-ban, az Oszmán Birodalom Velencével folytatott háborúja alatt a magyarok és az oszmánok megállapodtak abban, hogy Brankovicsot Szerbia önálló uralkodójának ismerik el, ezzel ütközőállammá téve a szerb területeket. A szerződés egyúttal megállapította Szerbia oszmán fennhatóságát, a magyar vazallus megmaradásával együtt. A jobb magyar kapcsolatok és az oszmánokkal való vallási különbségek (Magyarország és Szerbia keresztény volt, szemben a muszlim törökökkel) miatt azt részesítette előnyben, hogy a leendő főváros közelebb legyen Magyarországhoz, mint az Oszmán Birodalomhoz. Szendrő elhelyezkedése a Dunán Nándorfehérvár és Galambóc között könnyű hozzáférést biztosított a folyó többi pontjához. Lehetővé tette a dunai forgalom ellenőrzését is, ideértve a Morava-völgybe történő magyar bejutás megakadályozását, amellyel a törökök követeléseinek tett eleget.

### Szerbia fővárosa

A vár térképe

1428 őszén megkezdődött az új főváros építése. 1430-ban elkészült az erőd első része, beleértve a palotát és a belső vár kialakításához elegendő egyéb épületet. A külső vár és a további erődítések munkálatai 1439-ig folytatódtak.
1434. április 20-án Brankovics György legfiatalabb lánya, Katalin és a magyar főúr, Cillei Ulrik az új erődben házasodott össze. Ez a házasság megrontotta azokat a baráti kapcsolatokat, amelyeket a despota az oszmán Portával folytatott, noha Ulrik Erzsébet királynéval való rokonsága fokozott szerb-magyar szövetséget jelentett. Ennek eredményeként 1434 közepén érkezett Edirnéből az üzenet, amely szerint Szerbia biztonságát az Oszmán Birodalom részéről csak akkor lehet garantálni, ha Brankovics idősebb lányát II. Murád szultánhoz adják feleségül. Hosszas tanácskozás után a palotában összehívott tanács kénytelen volt elfogadni az ajánlatot, és megállapodtak arról, hogy Mara elkötelezi magát a szultánnal, így ősszel Murád legjobb katonáinak kíséretében vitték magukkal a törökök a leendő menyasszonyt. 1435. augusztus 14-én a kastély nagytermében aláírták a Szerbia és a Velencei Köztársaság közötti „testvériség és barátság” hivatalos szerződését. Ez a szerződés azt eredményezte, hogy György és fiai velencei állampolgárságot kaptak.
1439 júniusának elején megszakadt a béke az oszmánokkal, amely Mara és a szultán házassága révén jött létre. II. Murád vezetésével 130 000 török katona indított támadást, majd foglalta el a város környéki dombokat. Az uralkodó Magyarországra sietett segítségért, a főváros védelmének parancsnokságát pedig fiára, Gergelyre (Grgur) hagyta. A segítség nem érkezett meg, mivel a Szeged környékén gyülekező magyar sereg létszáma mindössze a 24 000 főt érte el, ráadásul a rossz harci morál mellett a vérhas is pusztítani kezdett a táborban. A felmentő sereg hiányának ellenére a vár kibírta a támadást, még akkor is, amikor Murád újdonságnak számító ágyúkat hozatott ellene. Közel három hónapnyi ostrom után, 1439. augusztus 18-án az éhség megadásra kényszerítette a szerbeket. Gergely és István hercegeket Anatóliába küldték és megvakították őket testvérük Mara szultána könyörgése ellenére. Emellett tovább súlyosbította a helyzetet, hogy a vérhasjárványban Habsburg Albert magyar király is belehalt, így utódlása miatt belviszály tört ki a legfőbb szövetséges Magyarországon.
Öt évvel később, 1444-ben azonban a megvakított hercegek a szegedi béke révén visszatérhettek országukba, illetve a szultán több más erődítménnyel együtt visszaadta a várat Brankovicsnak. A szultán a 10 évre békét kötő I. Ulászló és Hunyadi János részére a szerb területek elengedése mellett 100 000 aranyat is ígért. A szultán ezt a lehetőséget valószínűleg nem csak a hosszú hadjárat okozta veszteségek kiheveréséért és kétfrontos háború elkerüléséért, hanem a legkedvesebb fiának halála miatti gyász és a nyugodt körülmények közötti utódlás biztosítása érdekében ajánlott fel Brankovicson keresztül, aki kapva kapott országa visszaszerzésének lehetőségén. A béke azonban nem volt tartós, ráadásul a várnai csatában súlyos vereséget szenvedő magyar sereget vezető Ulászló király is meghalt, ezzel még tovább rontva az amúgy is instabil belpolitikai helyzetet.
1449 eleje körül Brankovics a várba börtönözte be a rokonai ellenségének számító Hunyadi Jánost, amikor a második rigómezei csata elvesztése után elfogta a menekülő hadvezért. Hunyadit végül a várost körülzáró magyar főnemesek nyomására nem adták ki a törököknek, de szabadságáért 100 000 aranyat és több egykori szerb várat engedtek át a despotának. Az árulónak tartott Györgytől ezután minden magyarországi birtokát elkobozta a kormányzó, majd büntető hadjáratot indított a szerb főváros ellen. A megrettent uralkodó végül kárpótlással és az addig túszként nála lévő Hunyadi László szabadon engedésével kiengesztelte a hadvezért, sőt a későbbiekben a Brankovics unokáját, Cillei Erzsébetet eljegyezték Hunyadi kisebbik fiával, Mátyással. A kormányzó mindemellett saját költségén egy a többitől eltérő kör alakú tornyot építtetett, hogy a kulcsfontosságú erősség még jobban védhető legyen. 1453-ban II. Mehmed szultán újabb támadást vezetett Szendrő ellen egy szerb területeket pusztító rajtaütés részeként. A törökök 50 000 férfit, nőt és gyereket hurcoltak el a rajtaütés során. Annak ellenére, hogy csak 6000 ember védte, az oszmánok 20 000-es seregével szemben a város ellenállt. Mehmed személyes vezetésével másodszor is megostromolták a várat, de az oszmánok harmadik kísérlete is hasonlóan alakult 1456-ban, végül ez is a szerb győzelemmel végződött. 1459 márciusában Tomašević István vette át az erőd irányítását, ám az törökök még ebben az évben sikeresen elfoglalták a fővárost, ami a középkori szerb állam végéhez vezetett, míg Tomašević Boszniába menekült.

### Későbbi sorsa
A várat többször is sikertelenül próbálták meg visszafoglalni. Mátyás király az 1475-1476-os Szabács elleni hadjárat után ugyan körülvette Szendrőt, de nem akart az igen erős vár ellen támadást indítani, ehelyett három ellenvárat építtetett köré fából és földből. Ennek ellenére a törökök még abban az évben télen megtámadták ezeket, az egyedül ellenálló védők végül szabad elvonulás fejében feladták pozícióikat, mivel a törökök a környező erdők fáival feltöltötték a védőárkokat. Az elpusztított erősségeket II. Bajazid szultán 1483-ban újjáépíttette. Mátyás halála után Kinizsi Pál vezetésével támadták meg a várat, ám a legendás hadvezér az ostrom alatt agyvérzés következtében meghalt, így a magyar sereg végül sikertelenül vonult vissza. 1512-ben Szapolyai János erdélyi vajda ostromolta meg eredménytelenül.
1789-ben az osztrák seregek ugyan elfoglalták,ám kénytelenek voltak később visszaadni a törököknek. A 19. század elején kibontakozó nacionalizmus az első szerb felkeléshez vezetett. Szendrőt a törököktől a Petrović Đorđe Karađorđe vezette szerb felkelősereg foglalta vissza 1805. november 8-án. A vár ezután Szerbia alkotmányozó tanácsának és legfőbb szkupstinájának (országgyűlésének) a székhelye lett és maradt egészen 1807-ig, amikor Belgrádba költöztették. A sikertelen első és második szerb felkelés után az erődítmény visszakerült az Oszmán Birodalom fennhatósága alá. Az 1867. április 10-én keltezett szultáni fermán végül visszaadta a függetlenedő szerb államnak, de csak azzal a feltétellel, hogy a szerb mellett a török zászló is kitűzve maradjon rajta.

### Az 1941-es robbanás
A második világháború idején a viszonylag ép állapotú várat hadianyagraktárként hasznosították, ahol nagy mennyiségű üzemanyagot és mintegy 400 vagonnyi lőszert tároltak. Máig tisztázatlan okokból azonban 1941. június 5-én óriási erejű robbanás történt, amely a fél várost elpusztította, mintegy 2500 házat teljesen tönkretéve, mindössze 26 épület úszta meg károk nélkül. A robbanás napja piacnap volt, így a környező települések lakói kereskedni jöttek a városba. Aznap osztották az  iskolai bizonyítványokat a tanulóknak, így ez is növelte a jelen lévők számát. A robbanás 14 óra 10 perc körül történt, amikor a Velika Plana felé tartó vonat elhaladt az erőd mellett, amely a dolgozókat szállította haza. A tanúk nyilatkozatai szerint először lövéseket hallottak (ami azt jelentheti, hogy először a lőszeresládák gyulladtak meg), majd körülbelül két perccel később nagy erejű robbanás következett be, amely 50 méter széles és 9 méter mély krátert hozott létre, és elpusztította Smederevo nagy részét. Az ablaküvegek a város környéki településeken betörtek, a remegést pedig Velika Plana, Bela Crkva, Versec és Belgrád területén is érezni lehetett. A tragédiában összesen 2500 ember halt meg, 2000 pedig megsérült.

## Építészeti jellemzői

### Történelmi jellegzetességek
A szendrői vár a bizánci hagyományok szerint épült monumentális komplexum, amely Konstantinápoly falainak mintájára készült. Bár a falak alapjait nem szándékozták vízszint alá süllyeszteni, mégis vízi erődítménynek számított, mivel egykor teljesen víz vette körül. Az erőd befejezése után katonai jelentősége csökkent, így kevés szerkezeti változtatás történt az évszázadok alatt, ennek eredményeként az eredeti építészeti stílus a mai napig fennmaradt.
A 11,3 hektár alapterületű erődöt 1,5 kilométer hosszan több mint 2 méter vastag kőfalak és 25, egyenként körülbelül 25 méter magas torony veszi körül. Két oldalát a Duna és a Jezava folyók határolták, bár a Jezavát azóta elterelték, így torkolata arrébb került. A harmadik oldalon két várárok került a védelmi rendszerbe, egy a belső vár és egy a külső vár számára, a külső falaktól délre eső terület nyitott maradt.
A belső várban álló egyik tornyon nagy méretű téglafelirat található, amely Brankovics György (Đurađ Branković) nevét örökíti meg és feltünteti az építkezés dátumát. A cirill betűkkel írt szöveg felirata az alábbi: „V Hrista Boga blagoverni despot Đurđ, gospodin Srbljem i Pomorju Ze (t) skomu; povelenijem jego sazida se grad sij v leto 6938.” (Krisztus Urunkban hűséges György despota, a szerbek és a zétai tengerpart urának megrendeléséből ez a vár(os) a 6938. [a bizánci időszámítás szerint, ami 1430-nak felel meg] évben épült.) Fölötte egy ortodox kereszt látható, amelyről a „Krstata kula” (Kereszt-torony) nevet kapta. Ez a fajta téglafelirat ritka, és csak a volt Bizánci Birodalom területen található meg, ez az egyetlen ismert példa a volt Jugoszlávia területén.

### Jelenlegi állapota
Az erőd részeinek állapota széles skálán mozog, a még mindig jól megőrzött Krstata kulától azon falszakaszokig, amelyeken évszázadok óta nem végeztek javítási munkát, és néhol összeomlottak. Az első és legsúlyosabb kár a második világháború alatt keletkezett. 1941. június 5-én az erődben tárolt lőszer felrobbant, és nemcsak a déli fal nagy részét rombolta le, hanem a város jókora részét is. További károkat okozott a szövetségesek 1944-es bombázása. Az 1972-ben elkészült Vaskapu I vízerőmű gátja megemelte az Al-Duna-medence vízszintjét, és jelentős áradásokat okozott. 1970 és 1980 között olyan rendszert építettek ki, amely megvédi az erődöt és a környező várost a jövőbeli áradásoktól és nagyvizektől. 2006-ban súlyos áradások vonultak le egész közép-Európában, a heves esőzések és az hóolvadás következtében a Duna szintje is jelentősen megemelkedett.
Az erődön az 1970-es évek óta végeznek helyreállítási és állagmegóvási munkálatokat, amelyet régészeti és építészeti kutatások követnek. Az eddigi munkák többségét 1970 és 1995 között végezték el. Míg egyes részeket legalább részben kijavítottak, másokon csak konzervációs munkákat végeztek és még mindig rossz állapotban vannak.

## Galéria

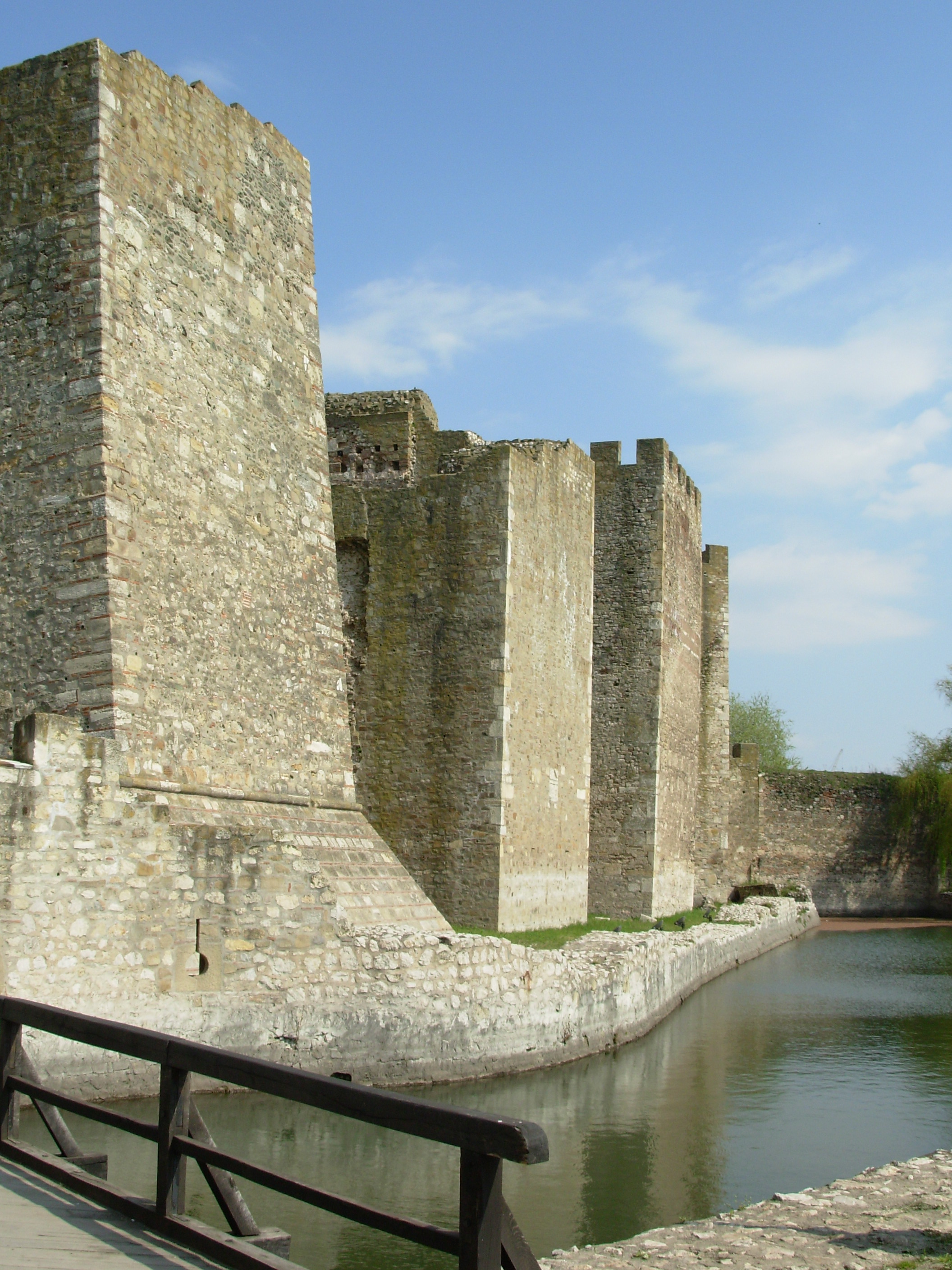
A belső vár védművei
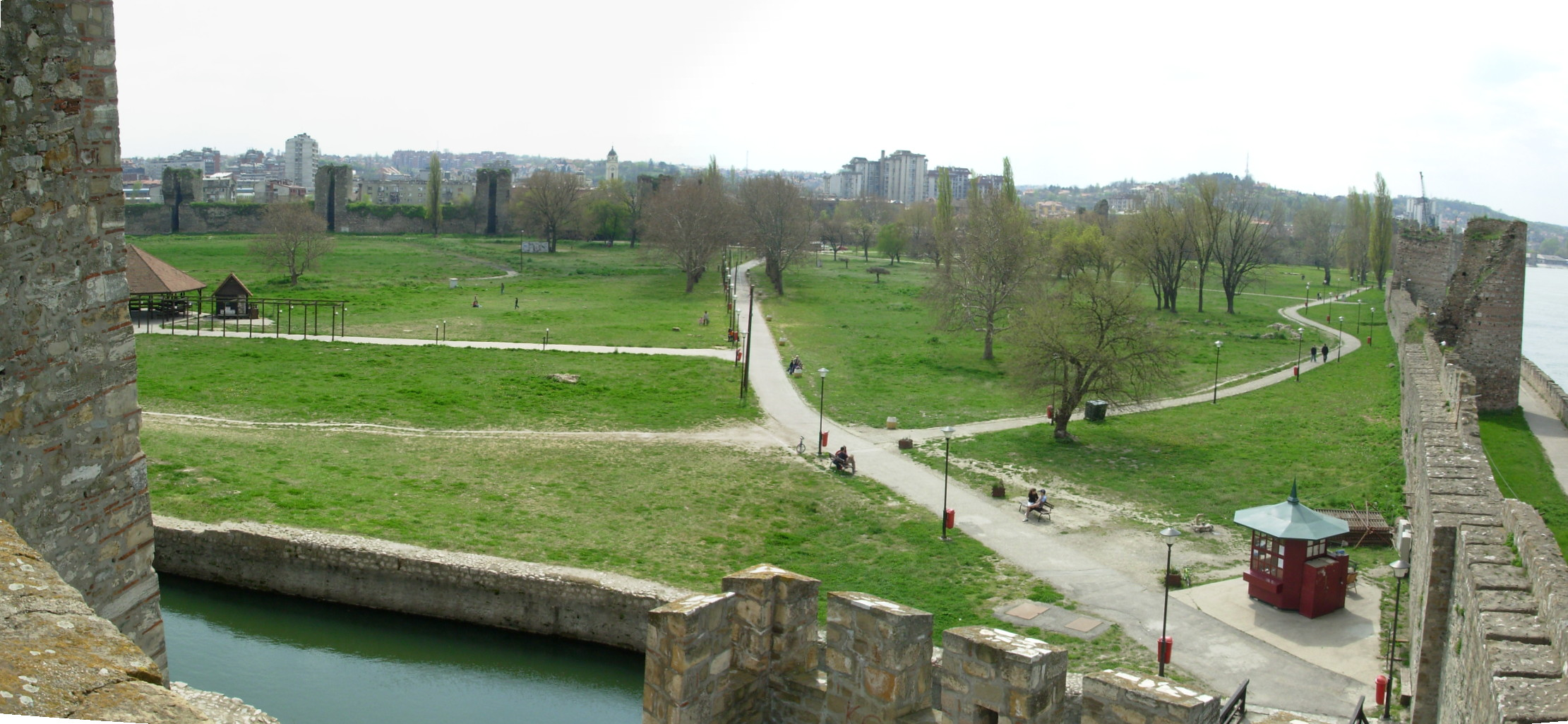
Városi park a külső várban
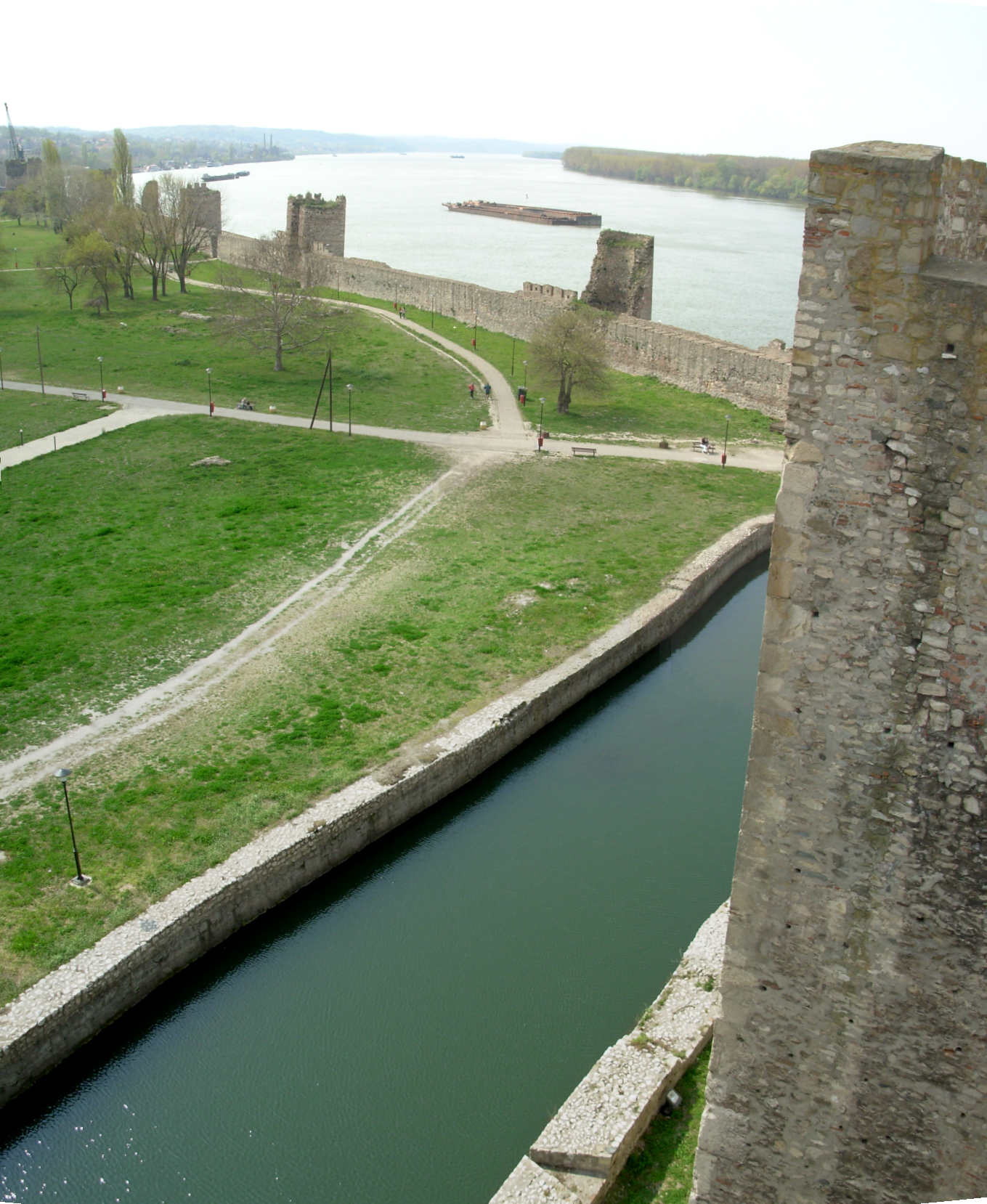
Kilátás a Dunára
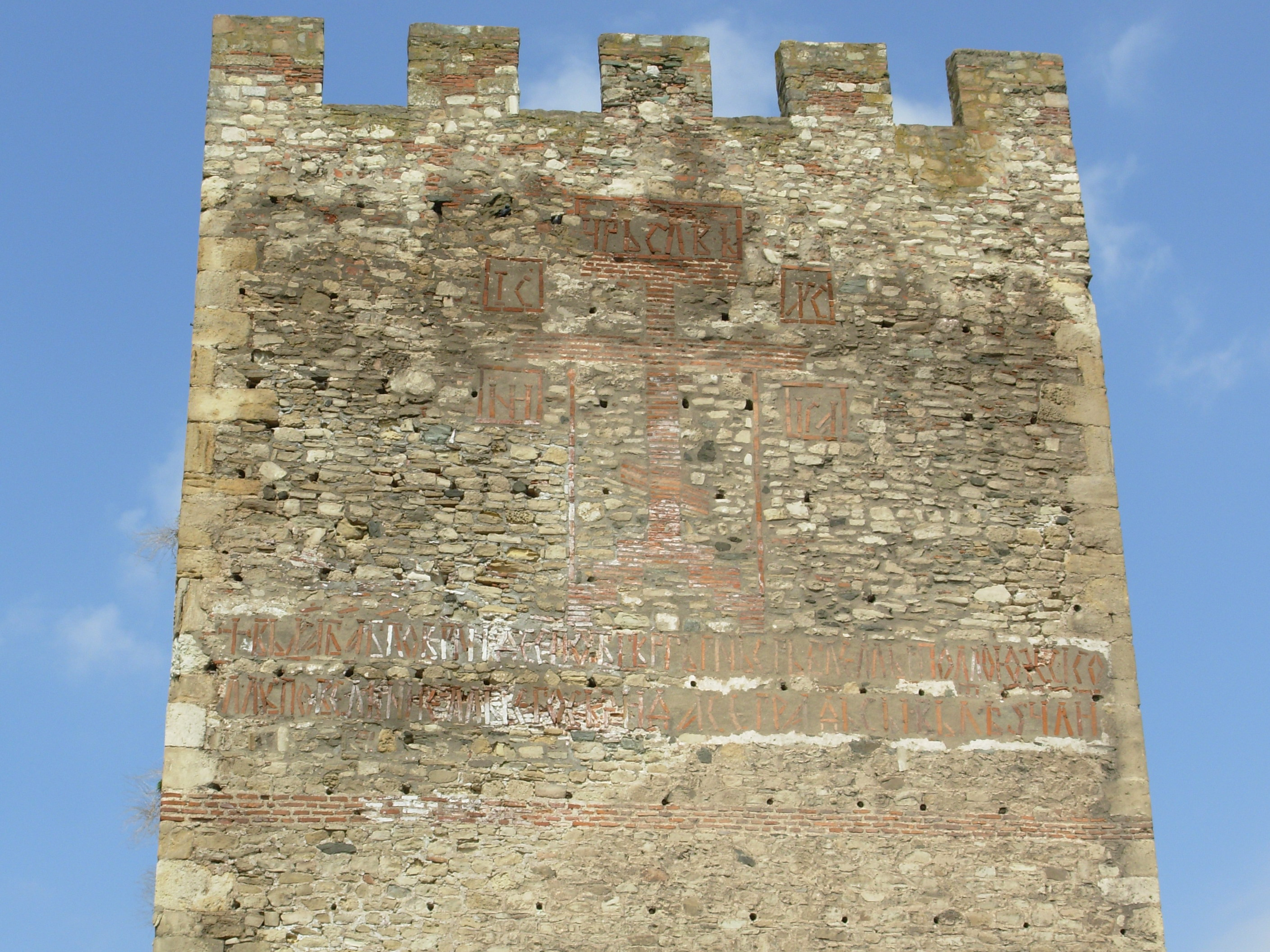
Korabeli feliratos díszítések a despota-tornyon
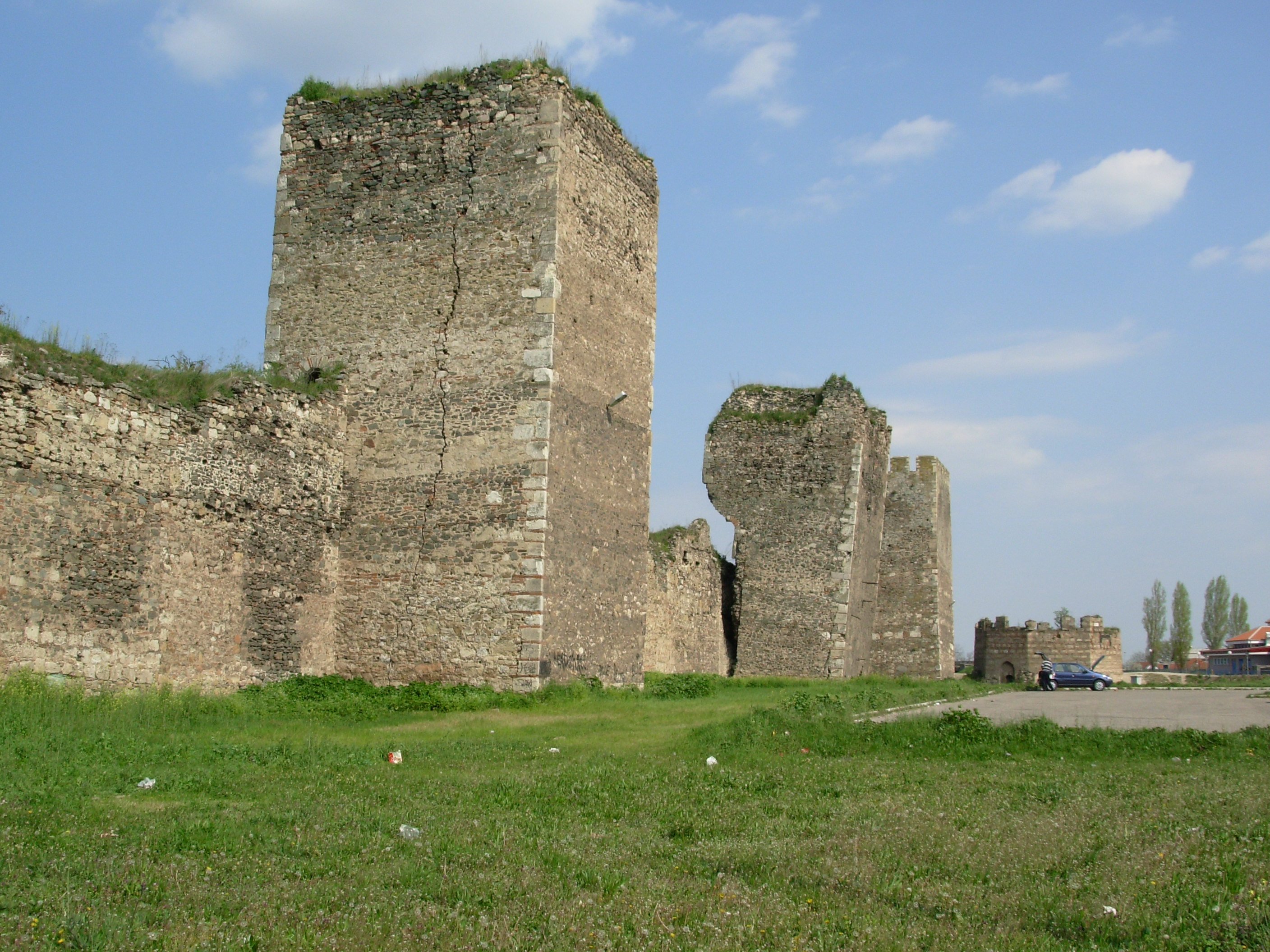
A sérült délkeleti falak
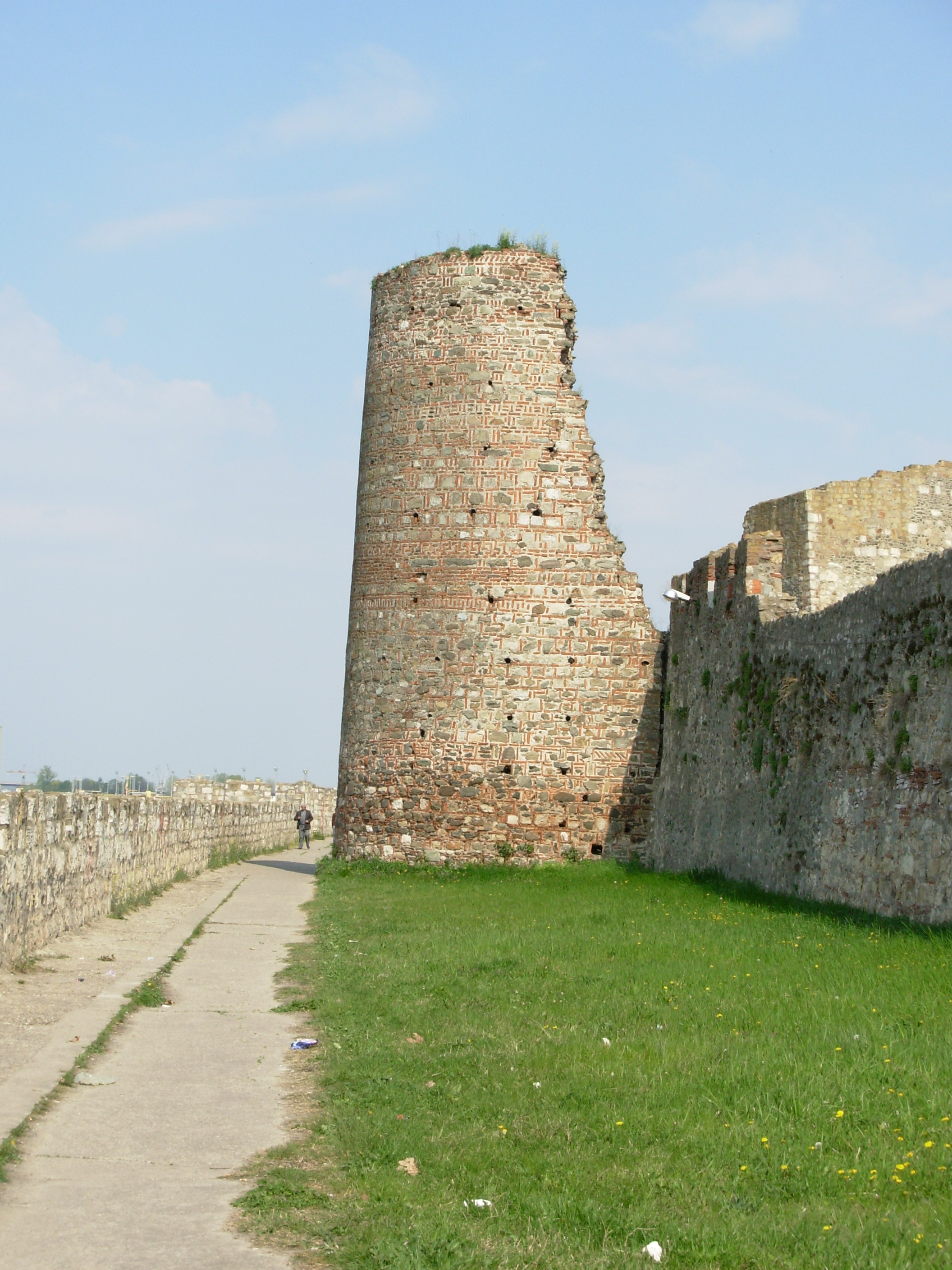
Hunyadi körtornyának maradványai
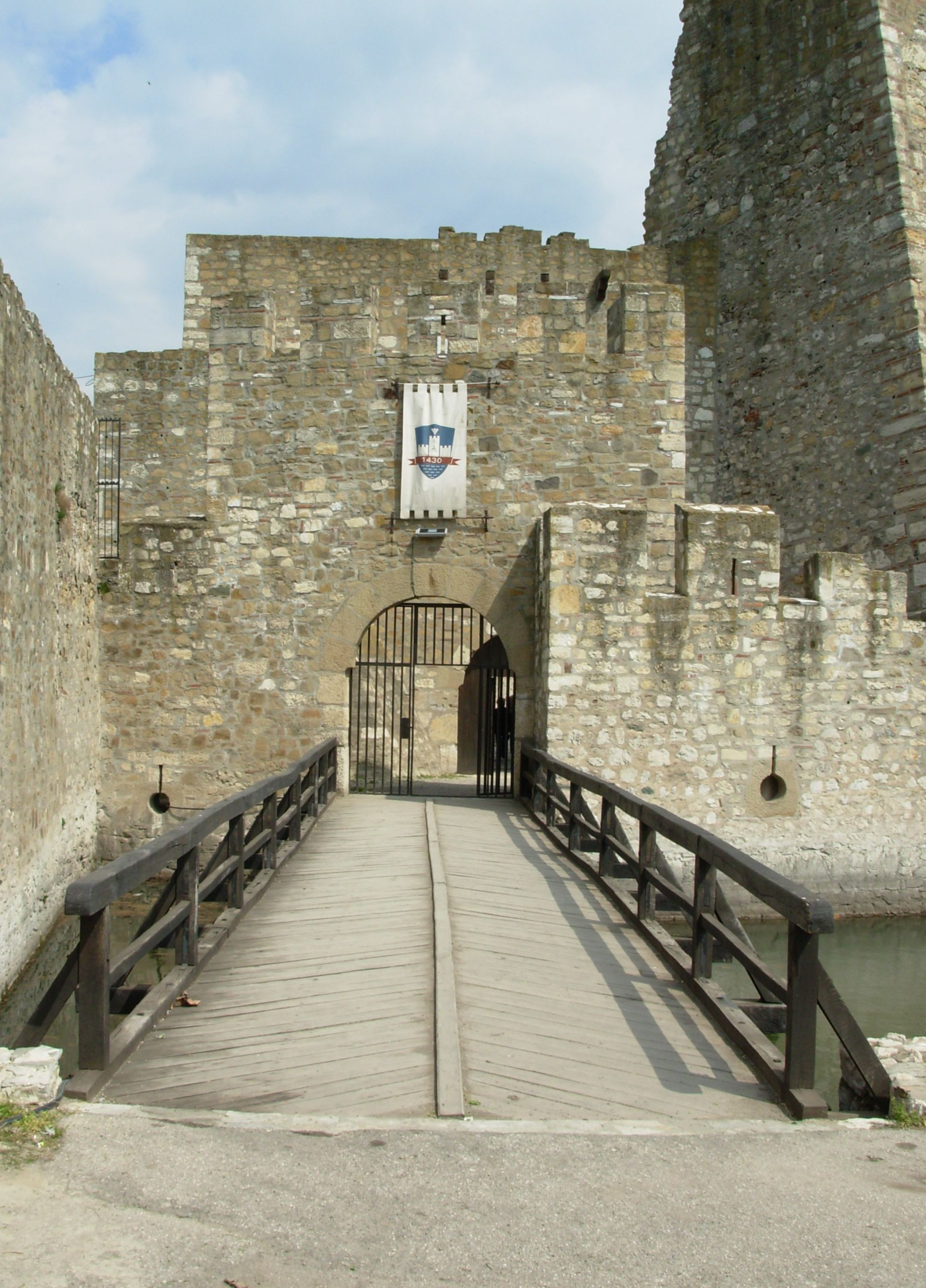
A belső vár felvonóhídja és kapuja
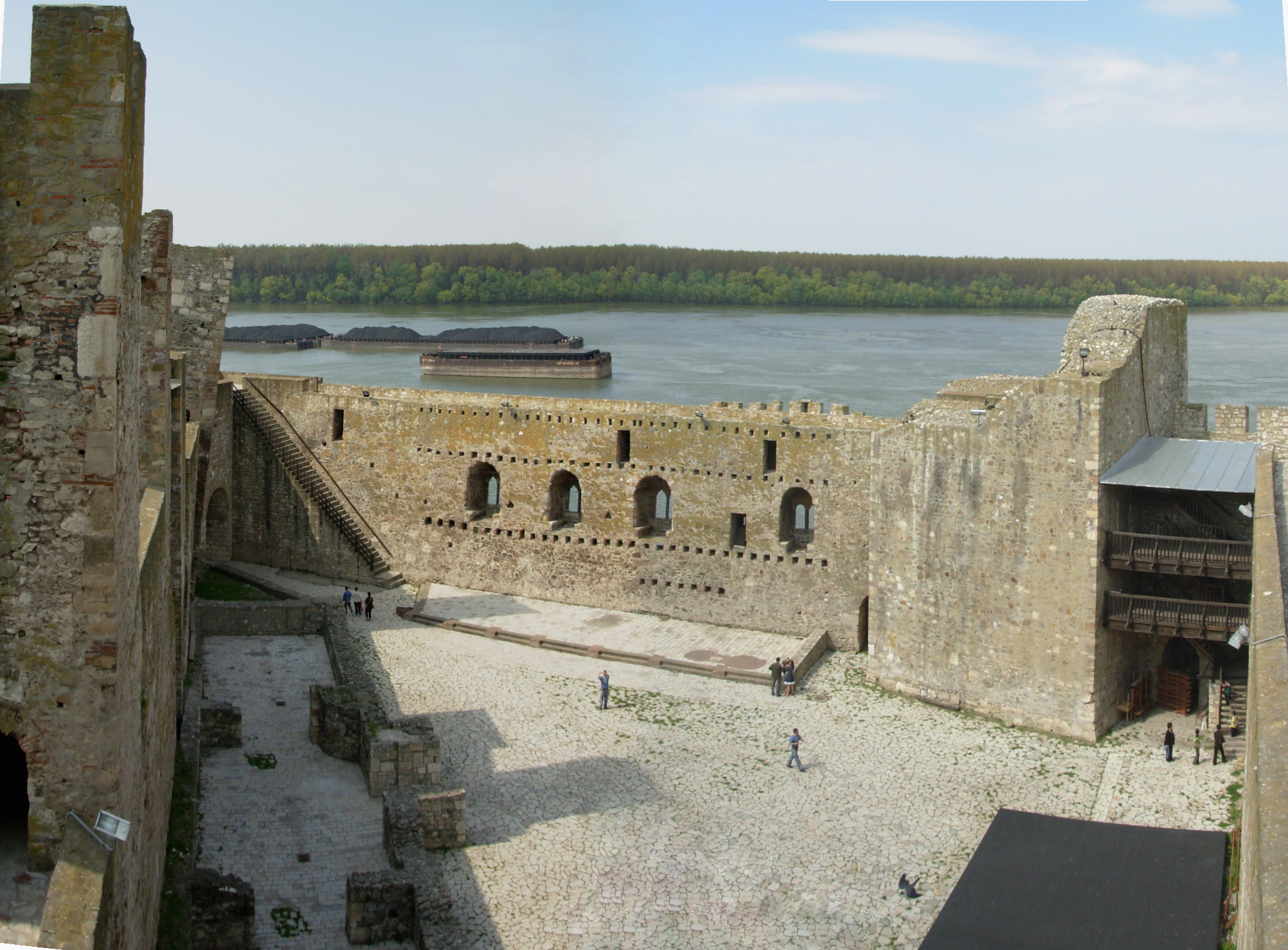
A belső vár udvara
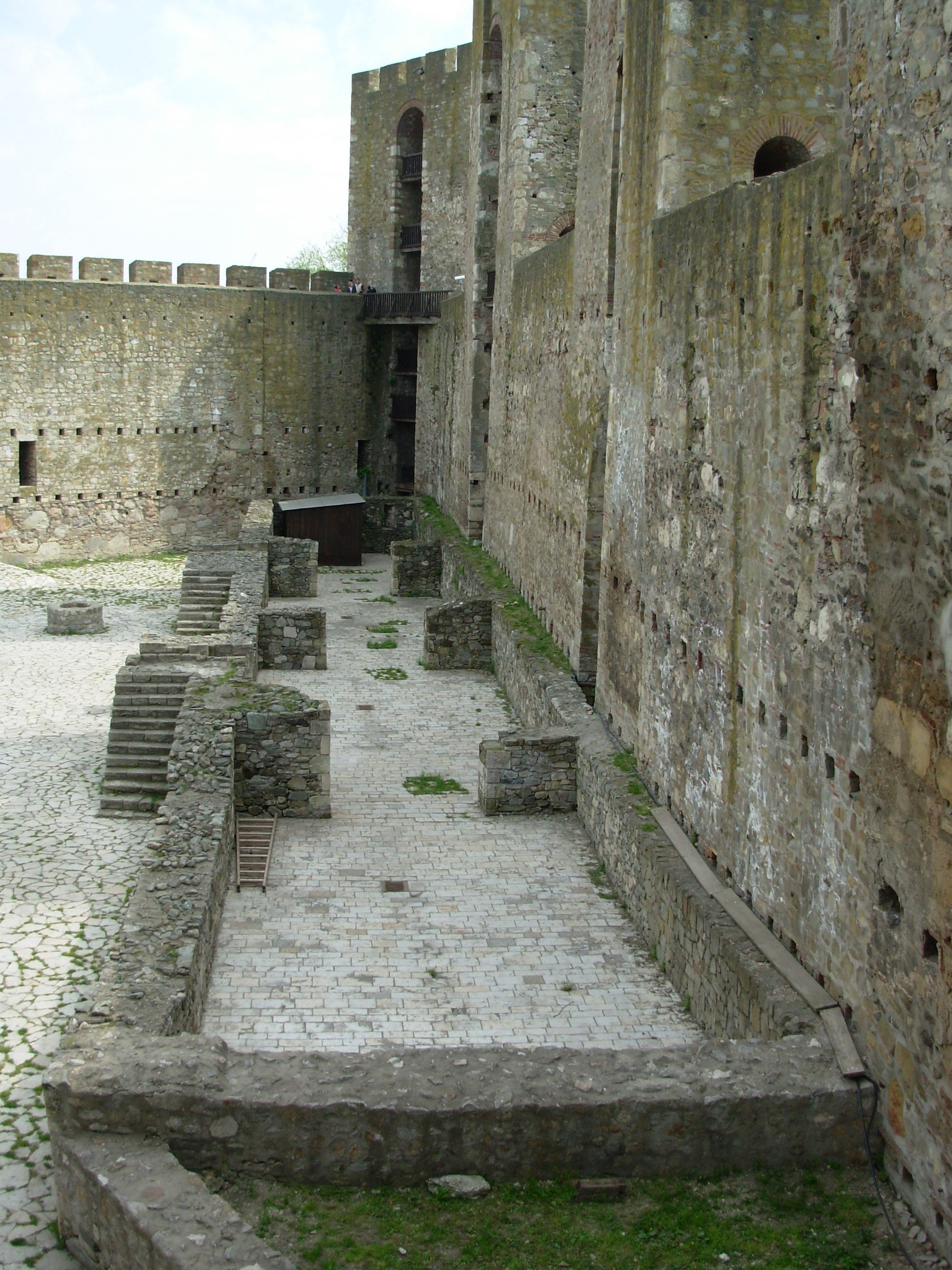
A palota maradványai

## Fordítás
- Ez a szócikk részben vagy egészben  a   Smederevo Fortress című angol Wikipédia-szócikk ezen változatának fordításán alapul.  Az eredeti cikk szerkesztőit annak laptörténete sorolja fel. Ez a jelzés csupán a megfogalmazás eredetét és a szerzői jogokat jelzi, nem szolgál a cikkben szereplő információk forrásmegjelöléseként.